# Venus in Furs (gruppo musicale)
I Venus in Furs sono una band creata per la colonna sonora del film Velvet Goldmine di Todd Haynes. Eseguono 5 dei 19 brani che compongono la colonna sonora, i rimanenti sono interpretati da autori vari, e si sciolgono dopo la registrazione.

## Tracce eseguite
- "2HB" (Bryan Ferry) – 5:39 (cantata da Thom Yorke e tratta dall'eponimo album di debutto dei Roxy Music)
- "Ladytron" (Bryan Ferry) – 4:26 (anche questa cantata da Thom Yorke e tratta da Roxy Music)
- "Baby's on Fire" (Brian Eno) – 3:19 (cantata dall'attore Jonathan Rhys Meyers e tratta dall'album Here Come the Warm Jets di Brian Eno)
- "Bitter-Sweet" (Andy Mackay/Bryan Ferry) – 4:55 (cantata da Thom Yorke e tratta dall'album Country Life dei Roxy)
- "Tumbling Down" (Steve Harley) – 3:28 (cantata da Jonathan Rhys Meyers e tratta dall'album The Psychomodo di Steve Harley & Cockney Rebel)

## Componenti
- Jonny Greenwood dei Radiohead
- Thom Yorke dei Radiohead
- Bernard Butler degli Suede
- Andy Mackay, sassofonista dei Roxy Music
- David Gray